# Lamnay

Lamnay este o comună în departamentul Sarthe, Franța. În 2009 avea o populație de 908 de locuitori.